# Espartos

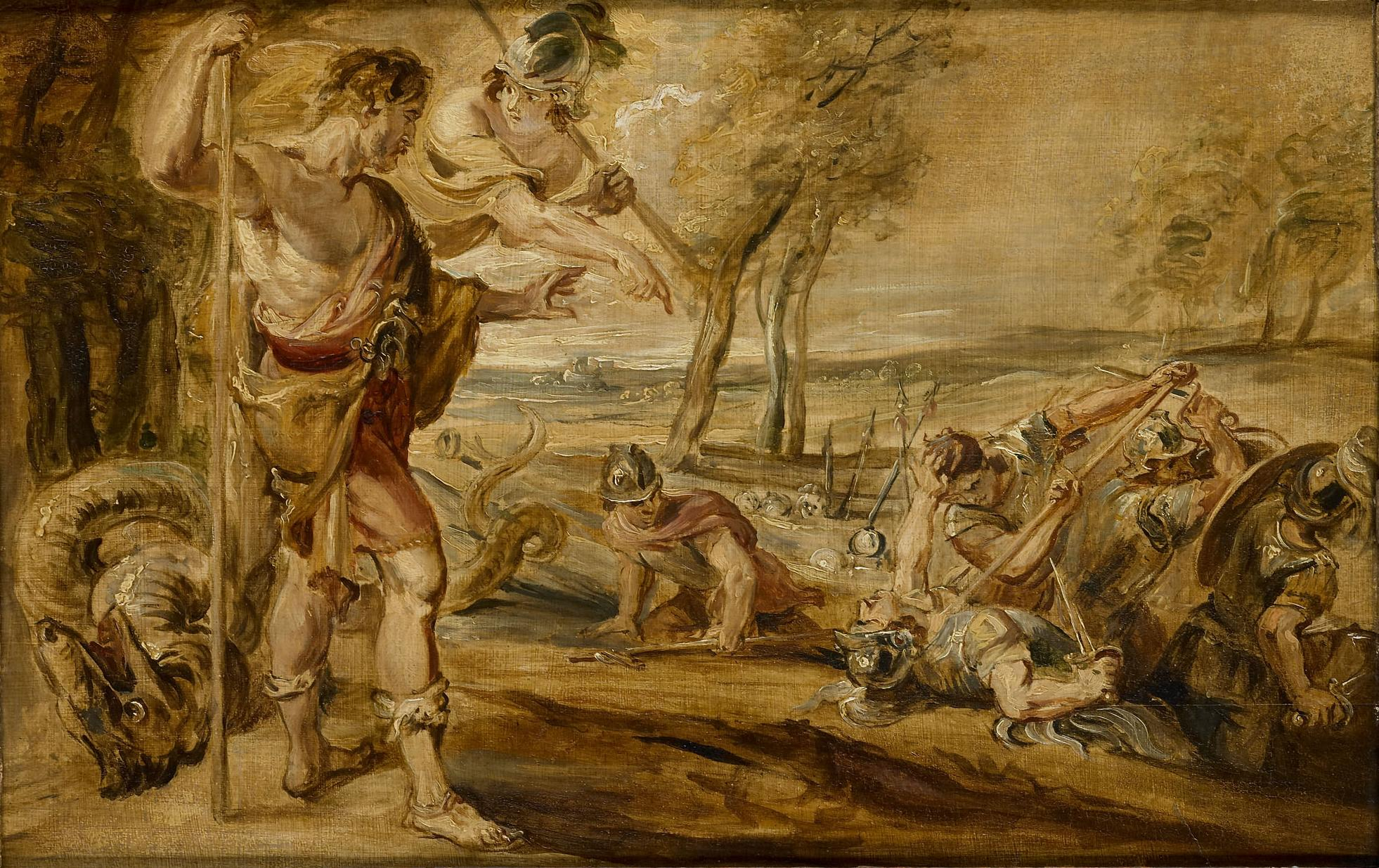
Espartos

Na mitologia grega, os Espartos ou Semeados (do grego Σπαρτοί) são os guerreiros que nasceram dos dentes do dragão de Ares, plantados por Cadmo no lugar onde seria fundada a cidade de Tebas.